# نيل رودوك
نيل رودوك (بالإنجليزية: Neil Ruddock) هو لاعب كرة قدم بريطاني في مركزي قلب الدفاع والدفاع، ولد في 9 مايو 1968 في واندزوورث في المملكة المتحدة. شارك مع منتخب إنجلترا تحت 21 سنة لكرة القدم ومنتخب إنجلترا لكرة القدم الرديف ومنتخب إنجلترا لكرة القدم. أما مع النوادي، فقد لعب مع توتنهام هوتسبير وسويندون تاون وكريستال بالاس وكوينز بارك رينجرز ونادي ساوثهامبتون ونادي ليفربول ونادي ميلوول ووست هام يونايتد.

## وصلات خارجية
- نيل رودوك على موقع الاتحاد الأوربي (الإنجليزية)
- نيل رودوك على موقع قاعدة بيانات كرة القدم.إي يو (الإنجليزية)
- نيل رودوك على موقع ناشيونال فوتبول تيمز (الإنجليزية)
- نيل رودوك على موقع Soccerbase.com (لاعب) (الإنجليزية)
- نيل رودوك على موقع عالم كرة القدم.نت (الإنجليزية)
- نيل رودوك على موقع IMDb (الإنجليزية)